# Tetrabaenaceae
Tetrabaenaceae, malena porodica zelenih algi u redu Chlamydomonadales. Pripadaju joj svega dvije slatkovodne vrste unutar dva monotipska roda, Basichlamys i Tetrabaena.

## Rodovi i vrste
- Basichlamys Skuja
  - Basichlamys sacculifera (Scherffel) Skuja
- Tetrabaena (F.Dujardin) E.Fromentel
  - Tetrabaena socialis (Dujardin) H.Nozaki & M.Itoh
    - Tetrabaena socialis var. saccula (J.Stein) H.Nozaki

## Vanjske poveznice
|  | Zajednički poslužitelj ima još gradiva o temi Tetrabaenaceae |
|  | Wikivrste imaju podatke o taksonu Tetrabaenaceae             |